# Четвърта македонска албанска бригада
Четвърта македонска албанска бригада (позната и като Седма македоно-албанска народоосвободителна бригада) е комунистическа партизанска единица във Вардарска Македония, участвала във въоръжената комунистическа съпротива във Вардарска Македония по време на Втората световна война.

## Дейност
Създадена е в планината Караорман и действа в периода 26 август 1944 до 1945 година. Формирана е от Албанския народоосвободителен партизански отряд и новопристигнали бойци от албанска националност от Дебърско, Стружко и Кичевско. След това влиза в състава на Четиридесет и осма македонска дивизия на НОВЮ. Действа главно в района на Дебър и Струга срещу германските сили и тези на Бали Комбетар. Участва в нападението над Кичево на 8 октомври, в боевете при Кяфасан, край селата Радолища и Заграчани и в нападението и освобождението на Струга на 8 ноември.
Бригадата е провъзгласена за ударна на 7 януари 1945, а после е преименувана на Седма албанска народоосвободителна бригада и преразпределена в рамките на Четиридесет и втора македонска дивизия на НОВЮ. Заедно с дивизията участва в пробива на Сремския фронт в периода 12 септември 1944 до 15 май 1945 година и в освобождаването на Славонска Пожега и Загреб.

## Командване[3]
- Нафи Сюлейман – командир (26 август 1944-март 1945); заместник-командир (от март 1945)
- Чедомир Джукич – командир (от март 1945)
- Шаин Садику – заместник-командир
- Кемал Аголи – политически комисар
- Муртеза Пеза – политически комисар
- Георги Банович – политически комисар (от март 1945)
- Джафер Кодра – политически комисар (26 август 1944-март 1945) заместник-политически комисар
- Димитър Каламата – заместник-политически комисар (от март 1945)
- Лиман Каба
- Боро Тодоровски – началник-щаб (от март 1945)